# Hugues Aycelin

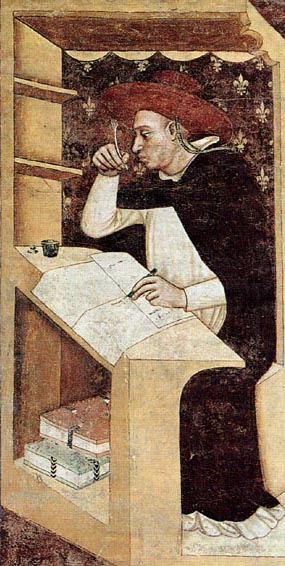
Kardinal Ugo di Billon (Fresko von Tommaso da Modena im Kapitelssaal bei der Kirche San Nicolò, Treviso 1352)

Hugues Aycelin OP (* um 1230 in Billom; † 28. Dezember 1297 in Rom), genannt Hugues Seguin de Billay, war ein französischer Theologe und Kardinal.

## Leben

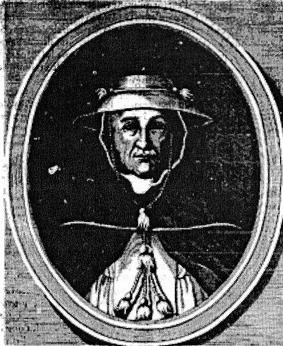
Hugo Aycelin de Billom, Kardinalpriester von Santa Sabina (Stich 1660)

Aycelin war ein Sohn von Pierre Aycelin, Dominikaner und Magister der Theologie. Er unterrichtete ab 1282 am Jakobinerkloster in der Rue Saint-Jacques in Paris, ab 1287 am Konvent von Santa Sabina in Rom. Hugues Aycelin wurde einer der engsten Berater des Papstes Nikolaus IV. 1288 wurde Acelyn zum Kardinal erhoben, 1295 wurde ihm der Rang eines Kardinalbischofs von Ostia verliehen.